# Sniper XR

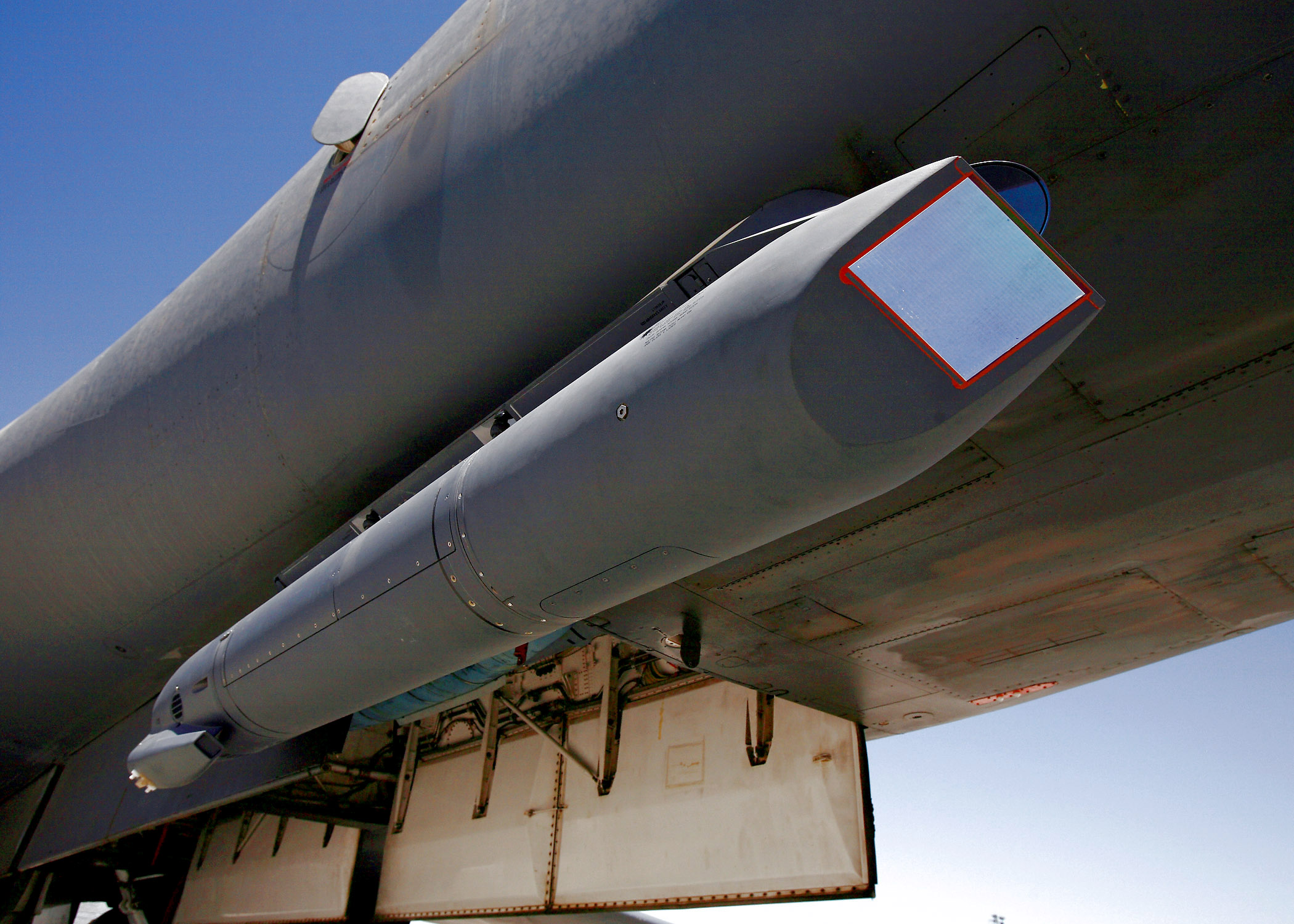
Sniper XR pod kadłubem samolotu B-1B

Sniper XR (extended range) – system celowniczy, opracowany przez amerykańską firmę Lockheed Martin, służący do identyfikacji, wyboru celów i naprowadzania na cele kierowanego uzbrojenia w każdych warunkach pogodowych w dzień i w nocy.

## Historia
W 2001 roku produkt firmy Lockheed Martin zwyciężył konkurs Advanced Targeting Pod na nowy zasobnik celowniczy dla samolotów F-16 Block 40/50 oraz F-15E. Sniper oferuje większe możliwości w porównaniu z poprzednim zasobnikiem firmy Lockheed Martin, systemem LANTIRN, dwukrotnie większą rozdzielczość oraz trzykrotnie większy zasięg. Sniper XR zadebiutował bojowo 7 stycznia 2005 roku na pokładzie samolotu F-15E, kiedy to został wykorzystany bojowo podczas operacji nad Irakiem 

## Konstrukcja
Zasobnik ma charakterystyczny kształt służący zmniejszeniu oporów aerodynamicznych. Zasobnik przy długości 2,39 m i średnicy 30 cm waży 199 kg. Sniper XR może być używany do wysokości 15 100 metrów. W zasobniku znajduje się laserowy znacznik celów przeznaczony do współpracy z uzbrojeniem naprowadzanym laserowo, układ FLIR o rozdzielczości 640 x 512 pikseli oraz kamera telewizyjna CCD. Zasobnik ma możliwość określania współrzędnych namierzanego celu i przekazywania danych o celu innym samolotom lub ośrodkom naziemnym. Możliwe jest automatyczne wykrywanie, identyfikacja oraz śledzenie celów lądowych i powietrznych. 
Sniper XR współpracuje z następującymi samolotami:
- A-10C Thunderbolt II
- F-15E Strike Eagle
- F-16C/D Fighting Falcon
- F/A-18 Hornet
- B-1B Lancer
- B-52 Stratofortress
- Harrier II
- Tornado GR.4
- KAI T-50 Golden Eagle